# 霍氏艷甲鯰
霍氏艷甲鯰，為輻鰭魚綱鯰形目甲鯰科的其中一種，為熱帶淡水魚，分布於南美洲巴西黑河上游的Maurauiá河流域，體長可達5.1公分，棲息在底層水域，生活習性不明。